# 이진용 (1958년)
이진용(李眞容, 1958년 4월 17일~)은 대한민국의 정치인이다. 민선 2·3기 경기도의원(1998~2006), 민선 4·5기 경기도 가평군수(2007~2013)를 지냈다. 2007년 재보궐선거에서 가평군수에 당선되었고, 2010년 제5회 전국동시지방선거를 통해 재선되었다. 2013년 1월 25일, 정치자금법위반혐의가 유죄로 확정되면서 군수직을 상실했다.

## 약력
- 조종국민학교(졸업)
- 조종중학교(졸업)
- 조종고등학교(졸업)
- 고려대학교 문과대학 사회학과(학사)
- 고려대학교 경영대학원(경영학 석사)

## 주요 경력
- 육군 제30사단 병장전역
- 가평군 발전위원회 위원
- 민주평화통일자문위원회 위원
- 경기개발연구원 이사
- 경기도 및 경기도교육청 결산검사 대표위원
- 경기 동부권 시장.군수 협의회 회장
- 1998.07~2002.06 제5대 경기도의회 의원
- 제5대 경기도의회 남북교류특별위원회 위원
- 제5대 경기도의회 예산결산위원회 위원
- 제5대 경기도의회 기획위원회 위원
- 2002.07~2006.06 제6대 경기도의회 의원
- 제6대 경기도의회 농림수산위원회 간사
- 제6대 경기도의회 건설교통위원회 간사
- 제6대 경기도의회 부의장
- (현)가평체육회장
- 제36·37대 경기 가평군수(민선 4·5기, 무소속)[2]

## 역대 선거 결과
|  | 42.95% |

|  | 0% |

|  | 15.55% |

|  | 55.1% |

|  | 56.99% |